# Tarvit Farm

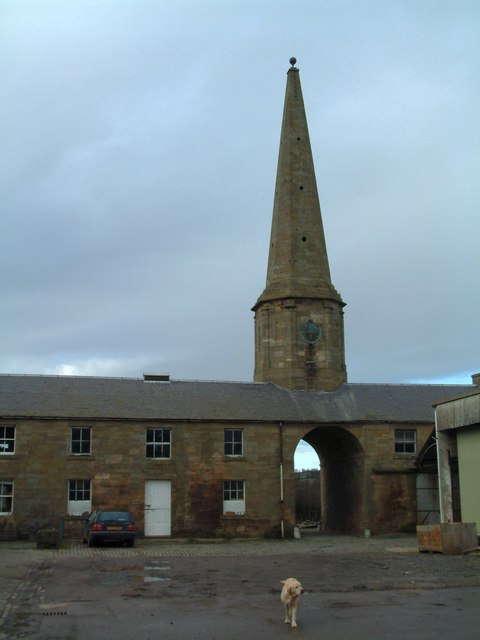
Tarvit Farm

Die Tarvit Farm ist ein Bauernhof in der schottischen Ortschaft Cupar in der Council Area Fife. 1984 wurde das Bauwerk als Einzeldenkmal in die schottischen Denkmallisten in der höchsten Denkmalkategorie A aufgenommen.

## Beschreibung
Die Travit Farm entstand um das Jahr 1800 als Gutshof des nahegelegenen Tarvit House (nicht zu verwechseln mit dem Hill of Tarvit House). Tarvit House selbst wurde in den 1950er Jahren abgebrochen, sodass heute nur noch die Tarvit Farm erhalten ist.
Der Bauernhof befindet sich am Südostrand von Cupar. Ein zweistöckiges Gebäude mit U-förmigem Grundriss umgibt einen Innenhof auf drei Seiten. Es schließt mit einem schiefergedeckten Dach ab. Auf dem Hof befindet sich ein neueres Gebäude, das explizit vom Denkmalschutz ausgenommen ist. Es ersetzt ein älteres Gebäude am selben Standort. Die lange Nordflanke ist elf Achsen weit. Markant ist der Turm oberhalb des zentralen, rundbogigen Torwegs. Er besitzt eine oktogonale, pilastrierte Basis, auf der ein hoher, spitzer Helm mit abschließender Kugel aufsitzt. An gegenüberliegenden Seiten sind Uhren eingelassen. Der Turm wird als Taubenturm genutzt, weshalb Einfluglöcher entlang des Helms zu sehen sind.